# Prodasineura fujianensis
Prodasineura fujianensis là loài chuồn chuồn trong họ Platycnemididae. Loài này được Xu mô tả khoa học đầu tiên năm 2006.